# 9К330 Тор
Тор (натовско наименование SA-15 Gauntlet) е съветски тактически зенитно-ракетен комплекс предназначен за атака срещу въздушни цели като изтребители, хеликоптери, безпилотни самолети, както и за защита от крилати и балистични ракети. Системата е на въоръжение в СССР от средата на 80-те години на 20 век, и е обозначена по ГРАУ като 9К330. Тор е и първата система в света предназначена за сваляне на крилати ракети като AGM-86 ALCM

## Разработка
Разработката на Тор започва на 4 февруари 1975 по разпореждане на ЦК на КПСС. Изискванията към проекта са стриктни – той трябва да прихваща бързо движещи се въздушни цели и да е ефективен в защитата срещу атака от много самолети. За да изпълнят целите на проекта, разработчиците внедряват редица нови технологии, като радари с фазирована антена, подобрена обработка на дигиталната информация, а изстрелването на ракетите е вертикално.
Системата е продължително тествана в периода 1983 – 1984, и е приета на въоръжение на 19 март 1986.

### 3K95 Кинжал
3K95 Кинжал (натовско наименование SA-N-9 Gauntlet) е флотската версия на Тор, предназначена за инсталиране на самолетоносачи, крайцери, разрушители и фрегати.
Подобно на наземния вариант, системата може да засече до 4 въздушни цели наведнъж, в обсег между 1.5 – 12 км, и на височина до 6000 м.

## Характеристики
Ракетата на Тор е с дължина 3.5 метра и тежи 165 кг. Бойната глава е с тежест 15 кг, а максималната скорост която може да бъде достигната е около 2.8 мах или 2900 км/ч. Максималната височина, която може да достигне ракетата е 12 000 метра, а насочването ѝ може да бъде както командно, така и радарно. Комплексът може да работи ръчно, с участието на оператор и автоматично. В състояние на автоматичен режим, системата сама контролира определено въздушно пространство и самостоятелно изстрелва ракети срещу въздушни цели, които не са разпознати от системата „свой-чужд“. Комплексът може да бъде приведен в бойна готовност за 3 минути, а в случай на необходимост – за 2. За една минута Тор е в състояние да порази до 8 въздушни цели.

## Употреба
През 2008 по време на войната в Южна Осетия говорителят на руската армия Анатолий Ноговицин изказва съмнения, че Грузия е използвала Тор при свалянето на руски бомбардировач Ту-22MR.

## Оператори
- Беларус
- Венецуела
- Грузия – 8
- Гърция – 25
- Египет – 16
- Иран – 29
- Кипър – 6
- Китай – 35
- Русия – 136
- Сирия
- Украйна